# Пригоди в місті, якого немає
«Пригоди в місті, якого немає» (рос. «Приключения в городе, которого нет») — білоруський радянський художній фільм 1974 року режисера Леоніда Нечаєва.

## Сюжет
Підліток Славка Курочкин збирається створити потужний телескоп, щоб першим на Землі встановити контакт з іншими світами. Однак з літератури у нього одні двійки. Однокласниця Марина Сомова вирішує хитрістю прилучити Славку до читання...

## У ролях
- Женя Горячев
- Ігор Анісімов
- Валентінс Скулме
- В'ячеслав Баранов
- Гедімінас Карка
- Саша Плющев
- Саша Покка
- Валерій Носик
- Таня Прусакова
- Леонід Каневський
- Іван Переверзєв — Джон Сільвер
- Ігор Амбражевіч
- Ігор Кондратович
- Ірина Шилкина
- Микола Гринько
- Ігор Гущин
- Леонід Крюк
- Вадим Александров
- Миша Сачук
- Олександр Пятков
- Федір Храмцов

## Творча група
- Сценарій: Сергій Муратов, Марк Розовський
- Режисер: Леонід Нечаєв
- Оператор: Юрій Шалімов
- Композитор: Сергій Кортес